# Santelma mirasetis
Santelma mirasetis är en ringmaskart som först beskrevs av Fauchald 1972.  Santelma mirasetis ingår i släktet Santelma och familjen Nautiliniellidae. Inga underarter finns listade i Catalogue of Life.